# Акустооптичний модулятор

Типова схема установки АОМ.

Акустооптичний модулятор (АОМ) — пристрій для зміни інтенсивності світла, що пропускається, внаслідок його дифракції на ґратці, утвореній в склі в результаті просторової модуляції показника заломлення акустичною хвилею.

## Принцип дії
Принцип дії АОМ заснований на дифракції світла на біжучий ультразвуковій хвилі в оптично прозорому матеріалі (склі). Біжучу ультразвукову хвилю створює п'єзоелектричний перетворювач, приєднаний до скляній пластини. Завдяки появі ділянок стиснення і розтягування, що виникають в склі і відрізняються показником заломлення, в середовищі формується дифракційна ґратка. Світловий пучок, дифрагуючи на ґратці, утворює кілька вихідних пучків (дифракційних порядків), рознесених в просторі під рівними кутами один відносно одного. За допомогою апертури з усіх вихідних променів виділяється перший максимум, який існує тільки при наявності звукової хвилі в модуляторі, і блокуються всі інші (див. рисунок зверху).
Залежно від товщини скляного тіла АОМ має деякі відмінності в роботі. У тонкому модуляторі принцип роботи не відрізняється від того як це описано раніше, але в товстому — необхідно враховувати умови фазового синхронізму, {\displaystyle {\vec {k}}+{\vec {k}}_{\text{phonon}}={\vec {k}}_{\text{photon}}^{+1}}, где {\displaystyle {\vec {k}}} — хвильовий вектор падаючого випромінювання, {\displaystyle {\vec {k}}_{\text{phonon}}} і {\displaystyle {\vec {k}}_{\text{photon}}^{+1}} — хвильові вектора звукової і оптичної, дифрагованої в перший порядок, хвилі. У товстому модуляторі при правильному виборі кута падіння вхідного променя і завдяки умові синхронизма можна порушити в основному перший (або мінус перший) порядок дифракції. Промисловість випускає товсті модулятори, так як вони вимагають звукову хвилю меншої потужності. Висока ефективність дифракції в товстих модуляторах досягається через більш широку дифракційну ґратку.